# Sandwichposition
Der Begriff Sandwichposition wird für die Rolle einer Führungskraft des unteren bis mittleren Managements in einer Organisation benutzt, die aufgrund ihrer Position in der Unternehmensführung auf der einen Seite Anweisungen höherer Führungsstufen umsetzen muss und auf der anderen Seite Mitarbeiter unter sich zu leiten hat. Aus der Vielfalt der unterschiedlichen Anforderungen kann sich ein Rollenkonflikt mit differenzierten Problemfeldern ergeben.

## Begriff
Den Führungskräften des unteren und mittleren Managements wird die sogenannte Sandwichposition, also die „Lage zwischen den Brötchenhälften“ wie bei einem Sandwich zugeschrieben. Es hat demnach bereits ein vertikaler Karrieresprung stattgefunden, so dass sich das „Sandwich“ im Organigramm auf der mittleren Ebene befindet. Der Begriff soll ausdrücken, dass der betreffende Personenkreis eine Mittlerrolle zwischen der strategisch-normativ orientierten Führungsspitze und dem operativen Kern einnimmt. Auf gleicher Ebene sind weitere ranggleiche Kollegen zu finden, es gibt jedoch eine größere Anzahl Mitarbeiter, die rangtiefer und eine meist kleinere Anzahl, die ranghöher angesiedelt sind. In dieser verbindenden Funktion ist eine besondere Führungs- oder Managementkompetenz erforderlich und es kommt nahezu zwangsläufig zu Rollenkonflikten zwischen den Anweisungen der Vorgesetzten und dem Führen und Motivieren eigener Mitarbeiter. Insbesondere besitzt diese Personengruppe eine besondere Funktion als Wissensträger und -vermittler.
Beispiele für Menschen in Sandwichpositionen sind unter anderem im Bereich Gesundheit Stations- und Pflegedienstleitungen, sämtliche Team- und Abteilungsleitungen eines Unternehmens, aber auch Vorarbeiter und Meister.
In den letzten Jahren hat aufgrund globalisierter, international agierender Unternehmen die Bedeutung dieser Personengruppe zugenommen und sie bildet die Mehrzahl der Führungskräfte der Betriebe. Da die Aufstiegschancen aus der Sandwichposition heraus innerhalb eines Unternehmens aufgrund externer Bewerber an die Spitze als eher gering eingeschätzt werden, kann die Loyalität zu einem bestimmten Unternehmen als gering angesehen werden. Es kommt daher verstärkt zu Arbeitsplatzwechseln, was langfristig gesehen dazu führt, dass „der Belag“, also Führungskräfte, die die Sandwichposition innehaben, nicht mehr hinreichend nachrücken, so dass Unternehmen zunehmend gezwungen sind, sich Gedanken über Anreizsysteme bezüglich der Attraktivität dieser Position zu machen, anstatt „nur“ weiter Druck aufzubauen.

## Probleme der Positionsinhaber
Bedingt durch ihre Position innerhalb der Hierarchie der Führung unterliegen diese Personen verstärkt einem doppelten Erwartungsdruck oder einem Erwartungsgeflecht zwischen den Zielvorgaben des Topmanagements und den Belangen der Mitarbeiter der unteren Ebene, sowie den Anliegen von Kollegen mit vergleichbarem Rang, wozu noch die Bedürfnisse aus, den in jedem Unternehmen vorhandenen, informellen Gruppen hinzukommen, die einen sozialen Status markieren. Dies kann als „Hammer-Amboss-Situation“ bezeichnet werden. Eine 2011 durchgeführte Studie der Dr. Jürgen Meyer Stiftung konnte die Problembereiche: Rolle, Leistungsdruck, Qualifikation, Ethik und Strategie identifizieren. Fallbeispiele zeigen deutlich, dass Mitglieder des betreffenden Personenkreises nicht selten beschreiben, dass sie sich alleine gelassen fühlen und verzweifelt sind, wobei das Klagen eher im Stillen stattfindet und selten eine Beratung zum Burn-out aufgesucht wird.
Zum adäquaten Umgang mit der Sandwichposition nennt Andreas Steinhübel „fünf zentrale Erfolgsfaktoren“. Zusammengefasst geht es darum, die eigene Position zu analysieren, sich daraufhin mit einer gewissen Distanz zu beiden „Brötchenseiten“ selbst zu positionieren, eigene Bedürfnisse wahrzunehmen sowie darauf aufbauend Ressourcen zu bündeln. Wichtig sei ebenfalls die Fähigkeit zum Führen von Verhandlungen, was einhergehe mit einer gewissen Kompromissbereitschaft, Flexibilität und Konfliktfähigkeit als Schlüsselkompetenz. Diesbezüglich hat Steinhübel ein Modell für die „Reife-Entwicklungsenergie im mittleren Management“ entwickelt, welches Positionsinhabern bei ihrer Standortbestimmung und der Ausübung ihrer Rolle behilflich sein soll.

## Weitere Verwendung
Neben der beschriebenen Verwendung des Begriffs für Führungskräfte im mittleren Management wird der Begriff „Sandwichposition“ teilweise auch dann benutzt, wenn beispielsweise eine Person einen eigenen Elternteil (zuhause) pflegt und gleichzeitig für die Familie präsent sein muss.